# Łarisa Aleksandrowska
Łarisa Pompiejewna Aleksandrowska (ros. Лариса Помпеевна Александровская; biał. Ларыса Пампееўна Александроўская, Łarysa Pampiejeuna Aleksandrouska; ur. 2 lutego?/15 lutego 1904 w Mińsku, zm. 23 maja 1980 tamże) – radziecka śpiewaczka operowa (sopran) i reżyser; Ludowy Artysta ZSRR (1940).
W latach 1933-1951 roku solistka Białoruskiego Teatru Opery i Baletu, od 1951 do 1960 dyrektor tego teatru. Od 1942 była członkiem Wszechzwiązkowej Komunistycznej Partii (bolszewików). Podróżowała po kraju i za granicę, występowała na koncertach. Laureatka Nagrody Stalinowskiej (1941) .

Pochowana na cmentarzu Wschodnim w Mińsku.

## Odznaczenia
- Zasłużony Artysta Białoruskiej SRR
- Ludowy Artysta Białoruskiej SRR (1938)
- Ludowy Artysta ZSRR (1940)